# Maria Klejdysz

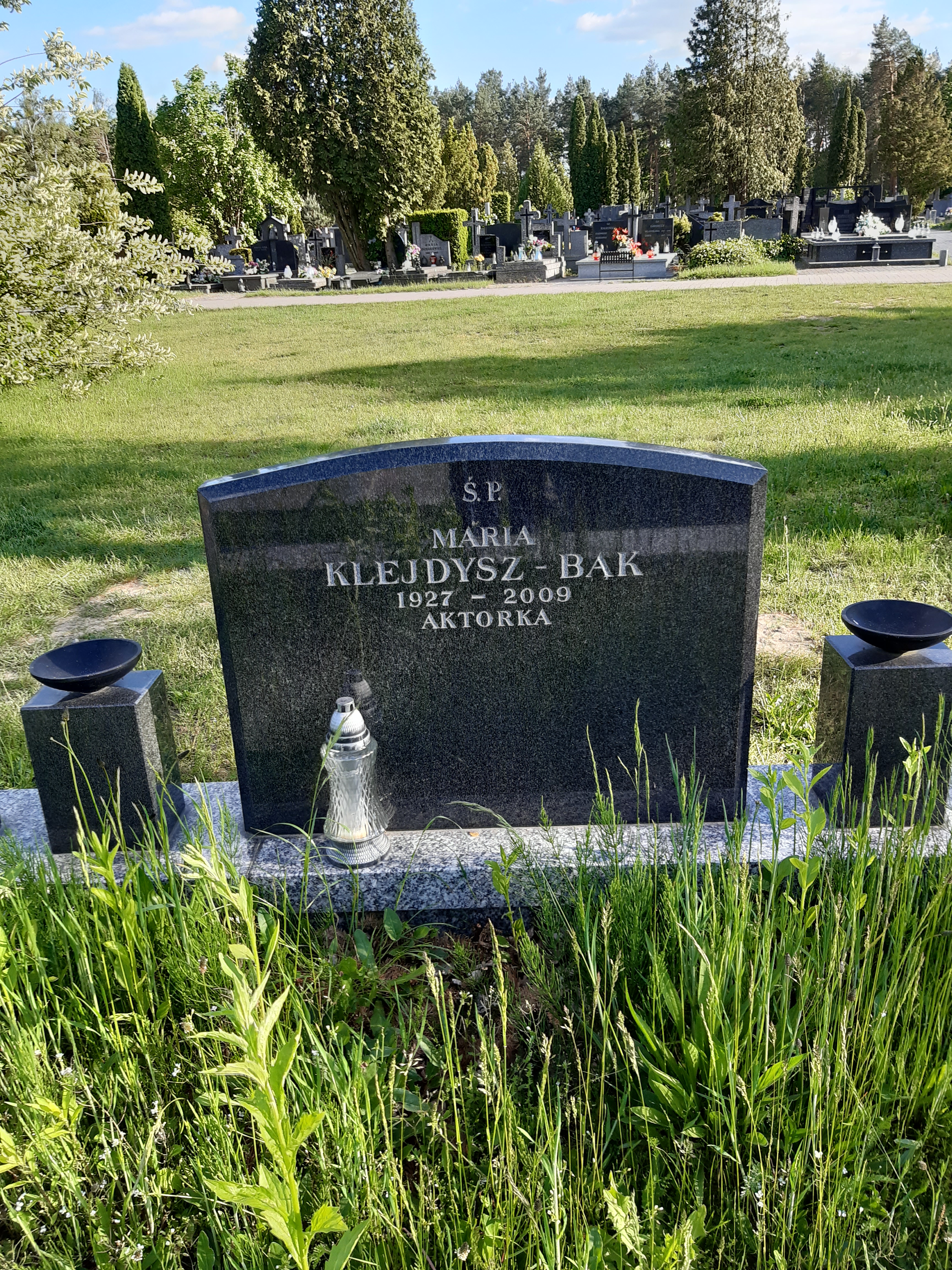
Grób Marii Klejdysz Bąk na cmentarzu w Skolimowie

Maria Klejdysz-Bąk (ur. 5 marca 1927 w Bogucicach, zm. 21 listopada 2009 w Konstancinie-Jeziornie) – polska aktorka teatralna i filmowa.
Pochowana w kwaterze artystów na cmentarzu parafialnym w Skolimowie (Konstancin-Jeziorna).

## Teatr
- Teatr Dramatyczny w Krakowie: 1952–1954
- Teatr im. Juliusza Słowackiego w Krakowie: 1954–1956
- Teatr Dramatyczny w Warszawie: 1960–1962
- Teatr Polski w Warszawie: 1962–1981
- Teatr Narodowy w Warszawie: 1983–1990
- Teatr na Woli w Warszawie: 1990–1991
- Teatr Polonia w Warszawie (gościnnie): 2008 – spektakle Trzy siostry oraz Starość jest piękna

## Filmografia
- 2009: Ojciec Mateusz, odc. 16 Wycieczka - Gienia
- 2009: Blondynka, odc. 1 Zatrzasnąć za sobą drzwi (2009) – Wanda, babcia Sylwii
- 2009: Ostatnia akcja – staruszka
- 2009: Piksele – babcia Anastazja
- 2008: Serce na dłoni – starsza pani, klientka sklepu
- 2007: Ryś – starsza pani
- 2006–2007: Pogoda na piątek – Weronika, babcia Piotra
- 2006: Job, czyli ostatnia szara komórka – babcia Pelego
- 2004: Piekło niebo – babcia Marty
- 2003: Symetria – poszkodowana
- 2003: Pogoda na jutro – mieszkanka kamienicy Kozioła
- 2003: Łowcy skór – staruszka w szpitalu
- 2002–2007: Samo życie – Róża Kazimierczak, prezes firmy
- 2002: Suplement – sąsiadka Berga
- 2000–2008: Plebania – Zdzisława Piętakowa
- 2000: M jak miłość – pani Halina, pacjentka doktora Rogowskiego
- 2000: Życie jako śmiertelna choroba przenoszona drogą płciową – sąsiadka Tomasza
- 1999: Rodzina zastępcza – Pani Danusia (starsza pani, od której Kwiatkowscy kupili dom)
- 1999: Tydzień z życia mężczyzny – gosposia Profesora Marzyckiego
- 1999: Egzekutor – staruszka popełniająca samobójstwo
- 1999: Policjanci – matka Jobkiewicza
- 1997: Historie miłosne – gospodyni księdza
- 1996: Panna Nikt – ciotka Kasi
- 1995: Pestka – gość na przyjęciu ślubnym Sabiny i Józefa
- 1995: Dzieje mistrza Twardowskiego – baba u Twardowskiego
- 1995: Uczeń diabła – stryjenka Tytusowa
- 1995: Drzewa – babcia
- 1994: Faustyna – starsza siostra
- 1994: Nieprzyjaciel – niania
- 1993: Przypadek Pekosińskiego – pani Bukowska
- 1990: Dziewczyna z Mazur – Mańka, ciotka Leszka Smolenia
- 1990: Ballada o człowieku spokojnym – Greta Mutter
- 1988: Pamięć i legenda – Matka
- 1988: Warszawskie gołębie – sekretarka kolegium
- 1987: Ballada o Januszku − Helena Kalisiakowa
- 1987: Trzy kroki od miłości
- 1987: Ucieczka z miejsc ukochanych – Anna Kunefał, prababka Jasia
- 1987: Anioł w szafie – bibliotekarka Olga Nowak
- 1986: Cudzoziemka – dama na koncercie u Wielkiego Księcia
- 1986: Ojcowizna
- 1986: Zmiennicy – Lewandowska, sąsiadka Jacka w Zatorach
- 1985: Menedżer – Kubicka, wdowa po pracowniku „Gontu”
- 1984: Ultimatum – pomoc kuchenna w restauracji „Hiltona”
- 1984: Zabicie ciotki – ciotka
- 1982: Odwet
- 1981: Znachor – pokojówka
- 1981: Ryś – córka Sieradzkiego
- 1981: Klejnot wolnego sumienia – ciotka
- 1980–2000: Dom – przyjaciółka matki Martyny, pensjonariuszka domu starców
- 1979: Justyna – starsza siostra
- 1979–1981: Najdłuższa wojna nowoczesnej Europy – Frankowska, matka Joanny, gospodyni Jana Frankowskiego
- 1979: Gwiazdy poranne – sołtysowa
- 1977: Gdzie woda czysta i trawa zielona – Domańska
- 1977: Zanim nadejdzie dzień – matka Barbary
- 1977: Dziewczyna i chłopak – Krogulska, sąsiadka Jastrzębskich
- 1977: Nie zaznasz spokoju
- 1977: Noce i dnie – gospodyni Celiny Mroczkówny-Katelbiny
- 1976: Daleko od szosy – matka Mirka
- 1976: Dźwig – żona Dyląga
- 1976: Czerwone ciernie – Sułkowa
- 1976: Wielki układ – Maria, matka Kołodziejskiego
- 1976: Zagrożenie – więźniarka z Majdanka
- 1976: Polskie drogi – Siemińska, ciotka Basi
- 1975: Opadły liście z drzew – matka Henryka
- 1974–1977: Czterdziestolatek – matka Czarka
- 1974: Jej portret – wychowawczyni w zakładzie poprawczym
- 1973: Zasieki – Praksowia Iwanowna
- 1972: Chłopi
- 1971: Jeszcze słychać śpiew. I rżenie koni...
- 1971: Złote koło – Kasia „Raz Dwa Trzy”
- 1970: Romantyczni
- 1968: Ortalionowy dziadek – kelnerka
- 1965: Gorąca linia
- 1961: Milczące ślady – barmanka w knajpie
- 1957: Zagubione uczucia – Zofia Stańczakowa

## Przed kamerą gościnnie
- 2008: Kryminalni – pensjonariuszka kliniki psychiatrycznej (odc. 89)
- 2007: Pitbull – ciotka policjanta Konrada (odc. 6)
- 2006: Fałszerze – powrót Sfory – babcia
- 2006: U fryzjera – klientka
- 2005: Niania odc.7 – starsza pani w kinie
- 2003–2007: Daleko od noszy – Kotowa, wdowa po byłym ordynatorze
- 2000–2001: Adam i Ewa –
  - pani Lidia, pacjentka leżąca w szpitalu wspólnie z Moniką
  - kobieta, która w parku rozmawiała z Ewą
- 2000: 13 posterunek 2 – babcia
- 1999–2009: Rodzina zastępcza – pani Danusia
- 1999–2007: Na dobre i na złe – Maria Makuchowa (2002)
- 1997: Klan – klientka Apteki Lubiczów
- 1997–2007: Złotopolscy – pani Maria, sprzątaczka w pubie Kowalskiego (1998)
- 1997–1998: 13 posterunek – staruszka